# Samy Hammad
Samy Hammad (* 14. Juni 1970) ist ein deutscher Rechtsanwalt aus Gengenbach, der durch zahlreiche Moderationen und andere Auftritte in Fernsehsendungen bekannt wurde.

## Leben
Hammads Vater stammt aus Jordanien, seine Mutter ist Deutsche. Seit 2004 betreibt Samy Hammad eine Rechtsanwaltskanzleigruppe mit Niederlassungen in Offenburg, Gengenbach und in Zell am Harmersbach.
Samy Hammad wurde durch verschiedene Fernseh- und Radiosendungen in Deutschland bekannt. Dazu zählen unter anderem seine Beiträge für Sendungen der ARD, wie z. B. Das Ding TV. Ab Januar 2013 war Hammad einer von vier Rechtsanwälten, die in der täglichen Sendung Achtung Kontrolle! – Die Topstories der Ordnungshüter auf kabel eins verschiedene Mietrechtsfälle vorstellten und kommentierten. Ab Juli 2013 moderierte Hammad die wöchentliche WDR-Sendung (R)echt Clever. Seit dem Juni 2019 ist Samy Hammad als Rechtsanwalt in der täglichen Nachmittagssendung Gerichtsreport Deutschland auf RTL zu sehen.
Im November 2023 erstritt Samy Hammad als Anwalt von Boris Becker ein Unterlassungsurteil gegen den Comedian Oliver Pocher wegen eines Beitrags in dessen RTL-Sendung „Pocher – gefährlich ehrlich!“. Das Urteil des Oberlandesgerichts Karlsruhe, dürfte die Rechte der Personen, die in Deutschland in der Öffentlichkeit stehen, erheblich stärken.
Seit Februar 2023 ist Samy Hammad an der Seite von Mark Land regelmäßig im True Crime Podcast „Sodom und Camorra“ zu hören.
Hammad war an der Tarifauseinandersetzung mit der Deutschen Lufthansa AG im Sommer 2012 auf Seiten der der Gewerkschaft UFO (Unabhängige Flugbegleiter Organisation) verantwortlich. Bis März 2016 war er Mitglied des Vorstands der Gewerkschaft der UFO, verantwortlich für die Ressorts Finanzen, Personal, Recht, Rechtsschutz und Internationale Beziehungen.